# 조진수
조진수(趙珍洙, 1983년 9월 2일 ~ )는 대한민국의 전직 축구 선수이자 현 축구 지도자로 현역 시절 전북 현대 모터스, 제주 SK, 울산 HD, 양주시민축구단, 랏차부리 FC, 수원 FC 등에서 공격수로 활약했으며 현재 충남 아산 FC U-18팀 감독을 맡고 있다.

## 선수 경력

### 클럽
안양공업고등학교 졸업, 건국대학교 중퇴 후 2003년 전북 현대 모터스에 입단한 이후 2005년 상반기까지는 주로 2군에서만 활동하다가 2005년 하반기부터 2006년까지 전북의 주전 공격수로 자리를 꿰차면서 2005년 FA컵 우승과 2006년 AFC 챔피언스리그 우승 등에 공헌했는데 특히 감바 오사카와의 2006년 AFC 챔피언스리그 E조 조별리그 5차전에서 J리그의 정상급 수비진들을 경기 내내 고전하게 만들며 경기를 지배하기도 했지만 이후 2007 시즌 시작 전 3:2 트레이드를 통해 제주 유나이티드의 유니폼으로 갈아입었다.
그리고 제주로 이적 후 당시 심영성과 이리네우 히카르두 등으로 구성된 공격진 사이에서도 좋은 모습들을 보여주며 리그 42경기 5골을 기록한 뒤 2009년 울산 현대로 이적하여 2010년까지 20경기에 출장했으나 주전 경쟁에서 밀려나면서 울산과의 계약을 종료했다.
그 뒤 2011년 공익근무요원 자격으로 옛 K3리그의 양주시민축구단에 입단하며 2011년 K3리그 준우승을 이끌었고 이듬해에 열린 2012년 K3리그에서는 서울 FC 마르티스와의 6월 16일 경기에서 더블 해트트릭(한경기 6골)을 작성하는 등 무려 22골을 퍼부으며 팀의 리그 6위에 크게 기여했다.
이후 2013년 4월 공익근무요원으로서의 임무를 마치고 태국 리그 1의 랏차부리 FC 입단 후 1년 가까이 활동했고 2014년 K리그2의 수원 FC로 이적했으나 8경기 출장에 그친 뒤 11년간의 현역 생활을 마감했다.

### 국가대표팀
건국대학교 재학 시절이던 2003년 U-20 대표팀의 일원으로 5경기에 출전했고 2008년 제주에서의 활약을 바탕으로 허정무 감독의 부름을 받아 대한민국 성인대표팀에 첫 발탁되어 칠레와의 친선 경기에서 국제 A매치 데뷔전을 치렀으며 2008년 동아시아 축구 선수권 대회에서는 일본과의 결승 리그 최종전에 선발로 출장하여 팀의 통산 2번째 E-1 챔피언십 우승에 일조했다.

## 지도자 경력
수원 FC에서 은퇴한 이후 2015년부터 2018년까지 수원 FC U-15 유소년팀의 코치를 역임했고 그 뒤 2018년부터 2019년까지 모교인 안양공업고등학교의 수석 코치를 지내다가 2022 시즌을 앞두고 충남 아산 FC U-18팀의 감독으로 선임되었다.

## 수상

### 클럽
전북 현대 모터스
- FA컵 : 우승 (2005)
- AFC 챔피언스리그 : 우승 (2006)

양주시민축구단
- 구 K3리그 : 준우승 (2011)

### 국가대표팀
대한민국
- EAFF E-1 풋볼 챔피언십 : 우승 (2008)